# 임계사고
임계사고(臨界事故)는 우라늄-235, 플루토늄-239 등의 핵분열성 물질을 취급할 때 조작 실수 등으로 새로운 핵분열성 물질이 추가되거나, 부주의한 작업에 의해 중성자 감속 효과가 증가되는 경우, 흡수 또는 누설에 의해 소멸되는 중성자의 수보다 핵분열 반응에 의해 생성되는 중성자 수가 많아짐으로써, 임계 초과 상태가 되어 일어난다.
임계초과 상태가 되면, 핵분열 반응에 의해 생성되는 중성자 수가 지속적으로 증가하는 것을 막지 못하여 방사선과 열이 급격히 방출되는 사고가 발생하게 된다. 즉 중성자 수는 시간이 지날수록 지속적으로 증가하는데, 중성자 수의 증가를 억제할 장치가 작동하지 않는다면 핵분열에 의해 발생되는 방사선과 열이 급격히 방출되고, 인체나 기기에 손상을 입히게 된다.

## 같이 보기
- 임계 상태
- 원자력 사고